# Ингельссон, Сванте
Сванте Ингельссон (швед. Svante Ingelsson; род. 14 июня 1998, Кальмар) — шведский футболист, полузащитник английского клуба «Шеффилд Уэнсдей».

## Клубная карьера
Сванте — уроженец Кальмара и заниматься начал в академии клуба «Берга», которая также располагается в этом городе. В возрасте 15 лет был принят в главную команду города, названную одноимённо. Сразу же стал игроком основного состава юношеских команд, получал приглашения в сборную Швеции. В июле 2015 года, спустя месяц, как ему исполнилось 17, заключил с клубом первый профессиональный контракт.
20 сентября 2015 года Сванте дебютировал в шведском чемпионате, в поединке против «Отвидаберга», выйдя на замену на 82-й минуте вместо Маркуса Антонссона. Всего в чемпионате 2015 года выходил в четырёх встречах.
Чемпионат года 2016 начал в статусе основного запасного игрока.

## Карьера в сборной
Ингельссон дебютировал в сборной до 17 лет, когда ему только исполнилось 16, 28 июля 2014 года в поединке против сверстников из Финляндии. С тех пор Сванте — незаменимый игрок юношеских сборных.